# Changement de saisons
Pour plus de détails, voir Fiche technique et Distribution.
Changement de saisons (A Change of Seasons) est un film américain réalisé par Richard Lang et sorti en 1980.

## Synopsis
Adam Evans, professeur quadragénaire, entame une liaison adultère avec Lindsey Rutledge, une de ses élèves. Karen, la femme d’Adam, intriguée par l’état euphorique d’un mari habituellement plutôt compassé, lui fait avouer sa liaison qu’il définit comme inconséquente. Alors qu’Adam s’est absenté durant le week-end, Karen se laisse aller à une aventure amoureuse avec Pete Lachapelle, un jeune menuisier bohème venu lui installer des rayonnages de bibliothèque. Lorsqu’Adam rentre à son domicile, il est choqué d’être accueilli par une Karen désinvolte flirtant ouvertement avec Pete. Les époux décident d’un étrange compromis pour leurs prochaines vacances à la neige : ils emmèneront leurs conquêtes dans leur chalet à la montagne. Leur séjour ne manquera pas d’être insolite et mouvementé avec l’arrivée impromptue de leur fille Kasey, en plein désarroi amoureux…

## Fiche technique
- Titre : Changement de saisons
- Titre original : A Change of Seasons
- Réalisation : Richard Lang
- Scénario : Erich Segal, Ronni Kern et Fred Segal d’après une histoire d’Erich Segal et Martin Ransohoff
- Musique : Henry Mancini
- Chanson : Where Do You Catch The Bus For Tomorrow ?, paroles d’Alan et Marilyn Bergman et musique d’Henry Mancini, est interprétée par Kenny Rankin
- Directeur de la photographie : Philip H. Lathrop
- Décors : Bill Kenney
- Costumes : Ray Summers, Theoni V. Aldredge pour Shirley MacLaine et Patricia Edwards pour Bo Derek
- Montage : Don Zimmerman
- Photo : Philip H. Lathrop
- Pays de production :  États-Unis
- Langue de tournage : anglais
- Tournage extérieur : Williamstown (Massachusetts), Sunlight Ski Area à Glenwood Springs (Colorado)
- Producteur : Martin Ransohoff
- Sociétés de production : Film Finance Group, Polyc International BV, Twentieth Century Fox
- Société de distribution : Twentieth Century Fox
- Format : couleur par DeLuxe — 1.85:1 Panavision — son monophonique — 35 mm
- Genre : comédie dramatique
- Durée : 95 min
- Date de sortie : 
  - États-Unis : 1er décembre 1980

## Distribution
- Anthony Hopkins (VF : Jacques Thébault) : Adam Evans
- Shirley MacLaine (VF : Arlette Thomas) : Karen Evans
- Bo Derek (VF : Sylvie Feit) : Lindsey Rutledge
- Michael Brandon (VF : Pierre Arditi) : Pete (Pierre en VF) Lachapelle
- Mary Beth Hurt (VF : Séverine Morisot) : Kasey Evans
- Edward Winter (VF : Dominique Paturel) : Steven Rutledge
- Rod Colbin (VF : William Sabatier) : Sam Bingham
- K Callan (VF : Martine Sarcey) : Alice Bingham
- Paul Regina (VF : Frédéric Pieretti) : Paul